# 高宮智
高宮 智（たかみや さとる、4月12日 - ）は、日本の漫画家。神奈川県出身。
25歳の時に「ちゃおまんがスクール」にてちゃお銀賞を受賞。2001年に「天使墜落」でデビュー。同期に水瀬いつるがいる。
漫画執筆のほか、小学館パレット文庫のボーイズラブ小説の挿絵も手がけたことがある。書道七段。漫画作品では、ファンタジーの作品が多い。

## 作品リスト

### 連載
- おとぎ話で秘密のキス（『ちゃお』2003年8月号 - 10月号）
- HEAVEN'S WILL（『ChuChu』2006年1月号 - 4月号）
- わたしの+おくすり（『ChuChu』2006年7月号 - 11月号）
- くすりゆびひめ（『ChuChu』2007年1月号 - 5月号）
- フルムーンジョーカー（『ChuChu』2007年7月号 - 11月号）
- ソラオト（『ChuChu』2008年3月号 - 9月号）
- 今宵音降る空の下（『ChuChu』2009年3月号 - 2009年9月号）
- 祓いますけど何か？（『ChuChu』2009年12月号 - 2010年2月号）
- かんちがい姫と嘘つき僕（しもべ）（『Cheese!』2010年9月号、11月号、11月号増刊、2011年1月号増刊の4回連載）[3]
- ブラッディー　フォークロア（『Cheese!』2011年9月号 - 11月号）
- 殉血LOVERS（『Cheese!』2012年9月号 - 2013年4月号）
- キツネ様とわたし。（『Cheese!』2013年5月号増刊、7月号増刊、9月号増刊）
- しのばずの!（『Cheese!』2013年11月号増刊、2014年1月号増刊、3月号増刊、『Cheese!』2013年12月号別冊付録）
- 紫織お嬢様は虐げられる。（『Cheese!』2015年1月号増刊、3月号増刊、5月号増刊）
- ヤカンヒコウ～Vampire Knight～（『マンガワン』2015年6月配信 - 2016年1月配信）
- 巧くんは彼女を人に見せたくない(『プレミアCheese!』2016年10月号、2017年2月号、＆フラワー2017年9号）
- この世の底で君を愛す（『＆フラワー』2017年18号 - 2018年28号）※不定期連載
- センセイ依存症（『LINEマンガ』2018年11月配信 - 2020年7月配信）
- 結婚ガチャ（『＆フラワー』2020年34号 - 2021年14号）※不定期連載
- 結婚ガチャ〜SSR私とハズレの君〜（『＆フラワー』2021年18号 - 2023年冬増刊号）※不定期連載
- 結婚ガチャ〜嘘つきシンデレラは玉の輿を狙いたい〜（『＆フラワー』2023年18号 - 連載中）※不定期連載

### 読み切り
- 天使墜落（『ちゃおデラックス』2001年初夏の増刊号・デビュー作）
- 記憶の森（『ちゃおデラックス』2001年夏の増刊号）
- 月の光 恋の輝き（『ちゃお』2001年11月号）
- 恋するプログラム（『ちゃおデラックス』2002年冬の増刊号）
- キスで香る恋（『ちゃおデラックス』2002年春の増刊号）
- 真夏の銀の夢（『ちゃおデラックス』2002年夏の増刊号）
- お姫様のレシピ（『ChuChu』2002年夏号）
- 王子ときどきオオカミ（『ちゃお』2002年10月号）
- 恋の花散る降る（『ちゃおデラックス』2002年秋の増刊号）
- 純愛激闘トライアングル（『ちゃお』2003年1月号）
- 唇に灯る熱（『ちゃお』2003年2月号・別冊付録）
- ButterflySnow（『ちゃおデラックス』2003年春号）
- 約束の花（『ChuChu』2003年春号）
- 裸足の人魚姫（『ちゃおデラックス』2003年初夏号）
- 氷の熱度（『ChuChu』2003年夏号）
- 胸に響くは君の音（『ちゃおデラックス』2003年秋の増刊号）
- 時色迷宮（『ちゃおデラックス』2004年冬の増刊号）
- 恋の眠る場所（『ちゃおデラックス』2004年春の増刊号）
- 唇に恋印（『ChuChu』2004年春号）
- 黒猫恋愛組曲（『ちゃおデラックス』2004年夏の増刊号）
- 悪魔のくちづけ（『ChuChu』2004年夏号）
- 恋色ひらひら（『ちゃおデラックス』2004年秋の増刊号）
- Lesson（『ちゃおデラックス』2005年冬の増刊号）
- love breath（『ChuChu』2005年春号）
- 恋の主役になる方法（『ちゃおデラックス』2005年初夏号）
- Black mark（『ChuChu』2005年初夏号）
- 愛の天秤（『ChuChu』2005年夏号）
- いつか君が還る楽園（『ChuChu』2005年秋号）
- ハネオト（『ChuChu』2008年1月号）
- S×M（『Cheese!』2010年3月号増刊）
- 茨の冠（『Cheese!』2010年5月号）
- ヒメノコトノハ（『Cheese!』2010年7月号増刊）
- お言葉ですが、お嬢様（ブラッディー　フォークロア番外編）（『Cheese!』2011年3月号増刊）
- 不埒が致死量（『Cheese!』2011年5月号増刊）
- コンフリクト・ラバー（『Cheese!』2012年3月号増刊、5月号増刊）
- 殉血LOVERS（『Cheese!』2013年1月号）
- 愛慾フィロソフィー（『＆フラワー』2020年10号）
- 巧くんは彼女を人に見せたくない（『プレミアCheese!』2016年10月号、2017年2月号）
- きみに降る春（『プチコミック』増刊2024年秋号[4]）

### 書籍
- フラワーコミックス
  - お姫様のレシピ(2002/11/26)
  - 恋の花散る降る(2003/8/23)
  - おとぎ話で秘密のキス(2003/11/26)
  - Ｓ×Ｍ　（ChuChuでの連載作品“祓いますけど何か？”を収録）(2010/4/26)
  - かんちがい姫と嘘つき僕（しもべ）(2011/4/26)
  - ブラッディー　フォークロア(2012/1/26)
  - コンフリクト・ラバー(2012/10/26)
  - 殉血LOVERS(2012/11/26 - 2013/6/26) 全2巻
  - キツネ様とわたし。(2013/11/26)
  - しのばずの!(2014/5/26)
  - 紫織お嬢様は虐げられる。(2015/6/26)
  - ヤカンヒコウ～Vampire Knight～（2015/11/20 - 2016/4/22）全2巻（電子書籍）
  - この世の底で君を愛す【マイクロ】（2018/1/26 - 2018/9/21）全11話（電子書籍）
  - センセイ依存症【マイクロ】（2018/12/26 - 2020/8/5）全20話（電子書籍）
  - 結婚ガチャ【マイクロ】（2021/1/5 - 2021/5/5）全8話（電子書籍）
  - 結婚ガチャ～SSR私とハズレの君～【マイクロ】（2021/7/5 - 2023/3/5）全21話（電子書籍）
- ちゃおコミックス
  - 黒猫恋愛組曲(2004/11/1)
  - 悪魔のくちづけ(2005/3/31)
- ちゅちゅコミックス
  - HEAVEN'S WILL(2006/9/1)
  - わたしの+おくすり(2006/11/29)
  - くすりゆびひめ(2007/7/27)
  - フルムーンジョーカー(2008/1/31)
  - ソラオト(2008/10/1-2008/10/30) 全2巻
  - 今宵音降る空の下(2009/10/30)